# Чёрная ромбосолея
Чёрная ромбосолея (лат. Rhombosolea retiaria) — вид лучепёрых рыб из семейства ромбосолеевых (Rhombosoleidae). Распространены у берегов и прибрежных водоёмах Новой Зеландии. Катадромные донные рыбы. Максимальная длина тела 45 см.

## Описание
Тело овальной формы, сильно сжато с боков. Рыло скорее тупое, а не заострённое как у близкородственных видов; без мясистого выступа. Глаза расположены на правой стороне тела. Спинной плавник начинается перед глазами на слепой стороне тела, заходит на рыло, тянется до хвостового стебля. Брюшной плавник на глазной стороне соединён мембраной с анальным плавником. Брюшной плавник на слепой стороне тела отсутствует. Глазная сторона тёмно-оливкового или почти чёрного цвета с многочисленными красными или коричневыми точками на теле, голове и плавниках. Слепая сторона серая, иногда с тёмными пятнами.

## Биология
Чёрную ромбосолею относят к катадромным рыбам. Нерестятся в прибрежных водах в солёной воде. После вылупления личинки постепенно приобретают способность адаптироваться к пресной воде, перемещаются ближе к берегу и по достижении длины тела 10—15 мм заходят в пресную воду. Например, в озере Элсмир чёрные ромбосолеи нагуливаются в течение 2-3-х лет, после достижения длины более 25 см созревают и в летние месяцы мигрируют в море для нереста.
Максимальная продолжительность жизни 4 года. Достигают длины тела 45 см, обычно 20—30 см.